# بريكسي (ميزوري)
بريكسي (بالإنجليزية: Brixey)‏ هي إحدى المجتمعات الفردية (غير مصنفة) في ولاية ميزوري في الولايات المتحدة الأمريكية.